# キリル文字
キリル文字（キリルもじ、ブルガリア語: Кирилица、露: Кириллица、英: Cyrillic）は、スラヴ語派などを表記するのに用いられる表音文字である。
ギリシア文字に基づいてギリシア人のキュリロス（Kyrillos）（ロシア式呼び方では「キリル」）が9世紀に作ったグラゴル文字をもとに、（その弟子たちによって）10世紀にブルガリアで作られた文字である。（→#歴史）
キリル文字はロシア語、ベラルーシ語、ウクライナ語、ブルガリア語、セルビア語、カザフ語、キルギス語など多くの言語で使用されており、文字集合はそれぞれ微妙に異なる。
東アジア諸国の伝統的な文字コードにおいてはCJK文字と同じマルチバイトのコードポイントを持ち、CJK文字同様の全角文字として扱われていたが、Unicode制定の際にラテン文字と異なり、東ヨーロッパ諸国の文字コードにおいて1バイトで表現されるキリル文字と同一の文字とされたため、Unicodeの仕様上は全角と半角の区別を持たずにフォントによって文字幅が大きく異なっている。この事情はギリシア文字と同様である。

## 歴史

### 前史・グラゴル文字の発明
グラゴル文字は、スラヴ人に布教を行ったキリスト教東方教会の総本山、正教会の宣教師であるキュリロス（キリル）とメトディオス（メフォディ）が発明した文字である。
862年、西スラヴ人の王国であるモラヴィア王国のラスチスラフ王が東ローマ帝国にキリスト教の伝道師派遣を要請し、東ローマ皇帝はキリルとメフォディの兄弟をモラヴィア王国に派遣した。このときキリルとメフォディ兄弟はスラヴ人に正教を布教するため、スラブ語を表記するための文字を考案した。これがグラゴル文字で、このグラゴル文字がのちにキリル文字に発展した。
862年から863年ごろに考案されたグラゴル文字は史上初のスラヴ語表記の文字であり、スラブ世界で広く使用されるようになった。しかし、キリルとメフォディ兄弟の布教はキリスト教西方教会であるローマ教会から妨害され、885年のメフォディの死後、キリルとメフォディ兄弟の弟子であるオフリドのクリメントらは弾圧から逃れてブルガリア帝国へ移り、ボリス1世に庇護されながら布教活動を続けた。

### キリル文字の誕生
グラゴル文字はスラヴ語の特徴をよくとらえたものであったが、いくつかの問題が存在した。形が複雑すぎて使用しにくかったことと、当時ブルガリアではすでにギリシア語を使う層が一定数おり、ブルガリア語をギリシア文字で表すことも行われていたことである。そこでブルガリアに移った弟子たちはグラゴル文字を改良し、900年前後よりギリシア文字に近い形の新しい文字を開発した。キリル文字の開発にあたっては、基本的にはギリシア文字を採用し、ギリシア文字では表現できないものはグラゴル文字からの借用や新文字によって表現した。しかし彼らはキュリロスをしのび、新しい文字をキュリロスの文字と呼んだ。これがキリル文字である。この名称のため、後世にはキリルが作ったのがキリル文字と信じられるようになった。上記のように弾圧を受けたこともあって文字成立期の資料がほとんど発見されていなかったため、19世紀前半まではグラゴル文字とキリル文字のどちらが古いかは謎となっていたが、19世紀中ごろに古い音韻を残したグラゴル文字資料がいくつか発見され、グラゴル文字の方が早く成立したことが明らかとなった。
キリル文字の使用が始まった時期は明確ではないが、シメオン1世の統治下（893年 - 927年）と考えられている。開発当初、キリル文字とグラゴル文字はブルガリア国内で併存しており、首都プレスラフを中心とする北東部ではキリル文字が、旧首都オフリドを中心とする西部においてはグラゴル文字が使用されていた。

### 伝播と変遷
教会での典礼用に開発されたキリル文字は、グラゴル文字と同様スラヴ語正教会圏に普及していき、徐々にグラゴル文字の後継言語となった。シメオン時代にブルガリア統治下にあったセルビアにもキリル文字は伝播し、さらに988年にはキエフ大公ウラジーミル1世が正教会を受け入れたため、ロシア全土にキリル文字が伝播することとなった。
各国に伝わったキリル文字は、その後各地の実情に応じて修正が加えられていった。ロシアにおいては18世紀初頭にピョートル大帝が文字改革を行っていくつかの文字を廃止し、また字体がラテン文字に近づけられた。さらに20世紀に入ると再び改革が行われることになり、1912年に改正改革案が発表され、1917年にはロシア臨時政府によって旧文字体系から4つの文字が除去された現行のロシア文字体系が施行された。セルビアにおいても19世紀半ばにヴーク・カラジッチによって言文一致を旨とした改革が遂行され、不要な文字の除去とラテン文字のJの導入などが行われ、セルビア語キリル・アルファベットが成立した。1945年にはブルガリアにおいても文字改革が実施された。

## 使用言語

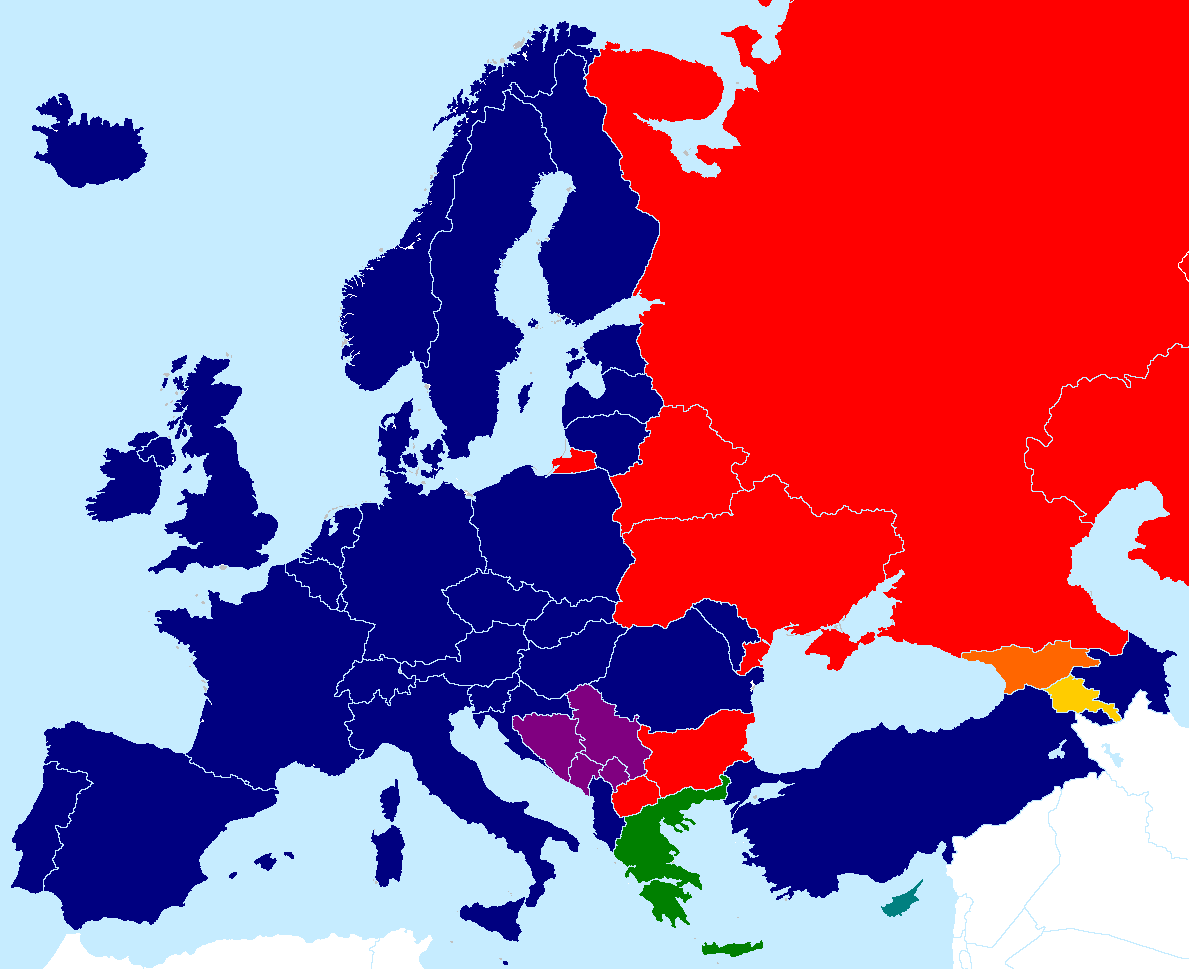
ヨーロッパにおける使用文字別地域塗り分け図。地域と使用文字の対応は次のとおり。緑：ギリシア文字、青緑：ギリシア文字とラテン文字、青：ラテン文字、紫：ラテン文字とキリル文字、赤：キリル文字、橙：グルジア文字、黄色：アルメニア文字

古くからキリル文字が使われ、現在も使われている言語は、スラヴ語派と正教会の重なる範囲にほぼ一致する。つまり、東スラヴ語群のロシア語・ウクライナ語・ベラルーシ語、南スラヴ語群のうちブルガリア語・マケドニア語・セルビア語・モンテネグロ語である。スラヴ語族でも、カトリック圏のポーランド語・チェコ語・スロヴァキア語・スロヴェニア語・クロアチア語はラテン文字であり、イスラム教に属するボスニア語もラテン文字を使う場合が多い。また、スラヴ語とは全く関係のないモンゴル語族に属するモンゴル語、ジョージアでは南オセチア自治州のオセット語（イラン語派に属する）もキリル文字を使用している。
また、正教会であってもスラヴ語派でない場合、キリル文字はかつては使用されていた所も多いものの現代においては使われていない。ルーマニア語も正教会であるためキリル文字を使用していたが、18世紀以降民族主義の高まりによりラテン文字化運動が広がっていき、1859年から1860年にかけて、正式にラテン文字が採用されることとなった。ギリシア語はギリシア文字、グルジア語はグルジア文字、アルメニア語はアルメニア文字である。

### ソ連時代のキリル文字化の進展
ソビエト連邦時代には、ソ連内でこれまで文字を持たなかったシベリアなどの言語や、アラビア文字を使っていた中央アジアなどの言語に、ラテン文字での正書法が制定された。しかし1940年以後の言語政策の変化によりキリル文字での正書法が改めて制定され、既にラテン文字で正書法が制定された言語についてはキリル文字への切り替えがなされた。
ソ連あるいは帝政ロシアによる併合以前からアラビア文字以外の文字を用いていたバルト三国のエストニア語・ラトビア語・リトアニア語（いずれもラテン文字）、アルメニア語（アルメニア文字）、グルジア語（グルジア文字）はキリル文字化されなかったが、ルーマニア語から政治的に分離されたモルドバ語はラテン文字からキリル文字に改められた。
使用地域が現在もロシア領である言語では、アルタイ語・ウィルタ語・エヴェンキ語・オセット語・カルムイク語・クリミア・タタール語・サハ語・ショル語・タタール語・チュヴァシ語・チュクチ語・トゥバ語・ドンガン語・ナナイ語・ニヴフ語・ハカス語・ブリヤート語などがキリル文字を使用している。ソ連崩壊時に独立した国の言語では、カザフ語・キルギス語・タジク語などがある。ソ連の強い影響下にあったモンゴルでも、1937年にモンゴル語がモンゴル文字からキリル文字化された。

### ソ連崩壊後のキリル文字使用言語の減少
1991年のソビエト連邦崩壊後、キリル文字を使用していた諸国のうちいくつかは使用文字をラテン文字へと変更する傾向が顕著になった。こうした移行の背景には、ソビエト連邦、およびその主流となってきたロシア的なものへの嫌悪感があり、キリル文字から文字を変更することによって過去からの決別を行うことを目的としていた。また、世界で最も使用される文字であるラテン文字を使用することで世界とより深く結びつくことも目的とされた。
ソ連時代にアラビア文字からラテン文字化され、更にキリル文字化されたアゼルバイジャン語・ウズベク語・カラカルパク語・トルクメン語では、独立後ラテン文字が再び採用され徐々に切り替わりつつあり、他にいくつかの言語で、これに続こうとする動きがある。モルドバにおいても1989年には再度表記をラテン文字に改めることが決定され、ふたたびラテン文字使用国となった。上記のようにウズベキスタン、トルクメニスタン、アゼルバイジャンは1990年代にラテン文字表記に移行した。キリル文字使用国として残っているキルギスやタジキスタンにおいても、ラテン文字移行やアラビア文字回帰の議論は2000年代後半から盛んになってきている。ただしウズベキスタンでは教育機関の対応の遅れや国民への浸透不足から現在も公文書でのキリル文字の併用が認められている。
カザフスタンにおいてはソ連崩壊後もキリル文字の使用が続いてきたが、2006年にラテン文字への切り替え構想が浮上。2017年4月、同国のヌルスルタン・ナザルバエフ大統領はカザフ語の表記をラテン文字に改め、2018年には学校教育においてラテン文字の使用を開始し、2025年には完全にカザフ語表記をラテン文字に移行することを表明した。2017年時点で既に多くの企業・銀行や劇場にある看板、車のナンバープレート、郵便番号などがラテン文字になっており、若者の間ではラテン文字を使うことが流行になっている。移行完了までの総費用は約3億ドルと予想されている。また2003年以降、紙幣と硬貨にはカザフ語とロシア語の併用が認められてきたが、2019年2月にはカザフ語のみの使用とし、記念貨幣には外国語の使用も認めるという大統領令が発布された。
ナザルバエフ大統領は「ロシア語とロシア文化を忘れることはない」と言明しているが、カザフスタン国内ではラテン文字化政策は世界に開かれた国づくりの一環とみなされている。しかしながら、ウズベキスタンではラテン文字へ切り替えて20年以上たったものの、依然としてキリル文字も幅広く使用されており、特に中高齢層ではキリル文字が一般的なままである。また、文字表記の移行には莫大な予算がかかるという欠点も露呈している。さらに、民族問題の複雑さも絡んでおり、特にカザフスタンのようなロシア系住民の割合が高い国では問題となりかねない。
モンゴルにおいてはソビエト崩壊後の1994年にモンゴル文字へと再び文字を切り替える動きが出たものの、モンゴル文字を自由に使いこなせる人間が少ないことや、モンゴル文字は横書きができないこと、文字を切り替えた後で言語変化が起きており、モンゴル文字ではキリル文字にくらべて新しい語彙への対応ができていないことなどからこの運動は失敗し、引き続きキリル文字を主に使用する状況が続いているが、モンゴル国会は2020年3月18日、2025年までにモンゴル文字表記の併用を推進し、最終的にモンゴル文字への移行を目指す方針を決めた。

### 旧ユーゴスラビアとキリル文字
バルカン半島北西部に居住する南スラヴ語群に属するいくつかの民族は言語的にはほとんど差異がなく、セルビア・クロアチア語と呼ばれる方言連続体を形成していたが、地域によって使用する文字は異なっていた。西部に居住するクロアチア人はカトリック教会に属しており、同じくカトリックに属するハンガリーとの関係が深かったこともあってラテン文字を使用しているのに対し、東部のセルビア人は正教会を奉じており、キリル文字を長く使用していた。1943年にこの地域に成立したユーゴスラビア社会主義連邦共和国は「7つの国境、6つの共和国、5つの民族、4つの言語、3つの宗教、2つの文字、1つの連邦国家」という言葉に象徴されるようにかなり広範な地方自治を認めており、文字に関しても統一を行うことはなく二つの文字が並立する体制が続いていた。この時期のユーゴスラビア国内においては、西のスロベニア社会主義共和国およびクロアチア社会主義共和国においては主にラテン文字が、東のボスニア・ヘルツェゴビナ社会主義共和国やセルビア社会主義共和国、モンテネグロ社会主義共和国、マケドニア社会主義共和国においては主にキリル文字が使用されていた。ただし、お互いの文字圏において別の文字が使用されることは珍しいことではなかった。クロアチアで成立したガイ式ラテン・アルファベットとセルビア語キリル・アルファベットが完全に1対1で対応しており（ただしキリル1文字をラテン2文字で表記する場合がある）、併用しやすかったこともこの傾向を促進していた。
こうした状況は、1991年のユーゴスラビア崩壊によって変化した。統一言語として扱われていたセルビア・クロアチア語は崩壊し、それぞれクロアチア語・ボスニア語・セルビア語として別個の言語として扱われるようになった。これに伴い、ボスニア内においてもクロアチア人はラテン文字を使用し、ボシュニャク人もキリル文字を使用することはあるもののラテン文字を主に使用するようになり、セルビア人は逆にキリル文字を使用する頻度が高くなった。

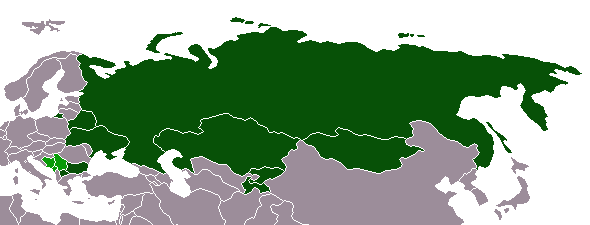
キリル文字を使用
キリル文字と他の文字を併用

## キリル文字の例
- キリル文字一覧

詳細については各言語を参照のこと。
- ロシア語アルファベット
- カザフ語アルファベット
- ブルガリア語アルファベット
- セルビア語キリル・アルファベット
- ルーマニア語キリル・アルファベット（ルーマニア語版、英語版） など

キリル文字は各言語において文字やその数が異なっている。ロシアのキリル文字は33文字、セルビアのキリル文字は30文字で構成されている。またセルビア語およびマケドニア語においては、ラテン文字よりJの字が導入され使用されている。キリル文字が発明された当初は45文字であったと推定されており、その後各地で不要な文字が廃棄されて現在の文字数に落ち着いた。またキリル文字をそのまま数字として使用するキリル数字という記数法もキリル文字成立当初から存在する。

## 字体
ラテン文字と同じように立体とイタリック体の活字がある。一部の文字は立体とイタリック体で形がかなり異なり、例えばロシア語では、イタリック体の「т」はラテン文字小文字のmに似た字形となる。以下にロシア語のキリル小文字の立体とイタリック体を示す。特に形が異なる字を強調（太字）で示す。
| а | б | в | г | д | е | ё | ж | з | и | й | к | л | м | н | о | п | р | с | т | у | ф | х | ц | ч | ш | щ | ъ | ы | ь | э | ю | я |
| а | б | в | г | д | е | ё | ж | з | и | й | к | л | м | н | о | п | р | с | т | у | ф | х | ц | ч | ш | щ | ъ | ы | ь | э | ю | я |

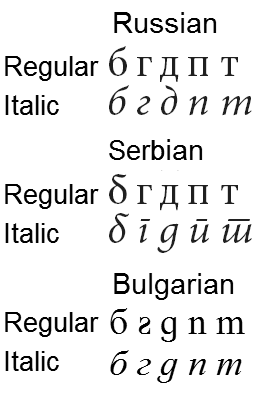
各言語のб, г, д, п, тの比較。上段がロシア語、中段がセルビア語とマケドニア語、下段がブルガリア語。

また一部の文字では、言語によってイタリック体の字形が異なる。例えばセルビア語では、ロシア語などと違い、イタリック体の「т」はラテン文字小文字のmを上下逆にして上線を付したような字形となる。
小文字の筆記体はロシア語のイタリック体の字形とほぼ同じだが、「б」と「д」の筆記体はセルビア語のイタリック体の字形と同じである。ただし、識別度を高くするや個人の習慣などの理由により、あえて「г」「п」「т」をセルビア語のイタリック体字形と同じように書くこともある。
同じくギリシア文字を元に作られたラテン文字とは似た形の文字が多いが、形が似ていても音価が対応関係にない、あるいは音価が対応していても形が対応関係に無い場合も多いので注意を要する。例えばラテン文字の P, R と似ているキリル文字として Р, Я があるが、前者はギリシア文字の Ρ から、後者は古い時代の Ѧ から派生した文字であり、発音も起源も全く関連が無い。また、例えば [v] の音価に相当する文字は、ラテン文字ではギリシア文字の Υ([u]) から派生した V だが、キリル文字では Β（[b]、現代ギリシア語では[v]）から派生した В である。

## コンピュータ

### Unicode 収録位置
Unicode では以下の位置に次の文字が収録されている。
| U+    | 0 | 1 | 2 | 3 | 4 | 5 | 6 | 7 | 8 | 9 | A | B | C | D | E | F |
| ----- | - | - | - | - | - | - | - | - | - | - | - | - | - | - | - | - |
| 0400  | Ѐ | Ё | Ђ | Ѓ | Є | Ѕ | І | Ї | Ј | Љ | Њ | Ћ | Ќ | Ѝ | Ў | Џ |
| 0410  | А | Б | В | Г | Д | Е | Ж | З | И | Й | К | Л | М | Н | О | П |
| 0420  | Р | С | Т | У | Ф | Х | Ц | Ч | Ш | Щ | Ъ | Ы | Ь | Э | Ю | Я |
| 0430  | а | б | в | г | д | е | ж | з | и | й | к | л | м | н | о | п |
| 0440  | р | с | т | у | ф | х | ц | ч | ш | щ | ъ | ы | ь | э | ю | я |
| 0450  | ѐ | ё | ђ | ѓ | є | ѕ | і | ї | ј | љ | њ | ћ | ќ | ѝ | ў | џ |
| 0460  | Ѡ | ѡ | Ѣ | ѣ | Ѥ | ѥ | Ѧ | ѧ | Ѩ | ѩ | Ѫ | ѫ | Ѭ | ѭ | Ѯ | ѯ |
| 0470  | Ѱ | ѱ | Ѳ | ѳ | Ѵ | ѵ | Ѷ | ѷ | Ѹ | ѹ | Ѻ | ѻ | Ѽ | ѽ | Ѿ | ѿ |
| 0480  | Ҁ | ҁ | ҂ | ҃  | ҄  | ҅  | ҆  | ҇  | ҈  | ҉  | Ҋ | ҋ | Ҍ | ҍ | Ҏ | ҏ |
| 0490  | Ґ | ґ | Ғ | ғ | Ҕ | ҕ | Җ | җ | Ҙ | ҙ | Қ | қ | Ҝ | ҝ | Ҟ | ҟ |
| 04A0  | Ҡ | ҡ | Ң | ң | Ҥ | ҥ | Ҧ | ҧ | Ҩ | ҩ | Ҫ | ҫ | Ҭ | ҭ | Ү | ү |
| 04B0  | Ұ | ұ | Ҳ | ҳ | Ҵ | ҵ | Ҷ | ҷ | Ҹ | ҹ | Һ | һ | Ҽ | ҽ | Ҿ | ҿ |
| 04C0  | Ӏ | Ӂ | ӂ | Ӄ | ӄ | Ӆ | ӆ | Ӈ | ӈ | Ӊ | ӊ | Ӌ | ӌ | Ӎ | ӎ | ӏ |
| 04D0  | Ӑ | ӑ | Ӓ | ӓ | Ӕ | ӕ | Ӗ | ӗ | Ә | ә | Ӛ | ӛ | Ӝ | ӝ | Ӟ | ӟ |
| 04E0  | Ӡ | ӡ | Ӣ | ӣ | Ӥ | ӥ | Ӧ | ӧ | Ө | ө | Ӫ | ӫ | Ӭ | ӭ | Ӯ | ӯ |
| 04F0  | Ӱ | ӱ | Ӳ | ӳ | Ӵ | ӵ | Ӷ | ӷ | Ӹ | ӹ | Ӻ | ӻ | Ӽ | ӽ | Ӿ | ӿ |
|       |   |   |   |   |   |   |   |   |   |   |   |   |   |   |   |   |
| 0500  | Ԁ | ԁ | Ԃ | ԃ | Ԅ | ԅ | Ԇ | ԇ | Ԉ | ԉ | Ԋ | ԋ | Ԍ | ԍ | Ԏ | ԏ |
| 0510  | Ԑ | ԑ | Ԓ | ԓ | Ԕ | ԕ | Ԗ | ԗ | Ԙ | ԙ | Ԛ | ԛ | Ԝ | ԝ | Ԟ | ԟ |
| 0520  | Ԡ | ԡ | Ԣ | ԣ | Ԥ | ԥ | Ԧ | ԧ | Ԩ | ԩ | Ԫ | ԫ | Ԭ | ԭ | Ԯ | ԯ |
|       |   |   |   |   |   |   |   |   |   |   |   |   |   |   |   |   |
| 1C80  | ᲀ | ᲁ | ᲂ | ᲃ | ᲄ | ᲅ | ᲆ | ᲇ | ᲈ |   |   |   |   |   |   |   |
|       |   |   |   |   |   |   |   |   |   |   |   |   |   |   |   |   |
| 1D20  |   |   |   |   |   |   |   |   |   |   |   | ᴫ |   |   |   |   |
| 1D70  |   |   |   |   |   |   |   |   | ᵸ |   |   |   |   |   |   |   |
|       |   |   |   |   |   |   |   |   |   |   |   |   |   |   |   |   |
| 2DE0  | ⷠ  | ⷡ  | ⷢ  | ⷣ  | ⷤ  | ⷥ  | ⷦ  | ⷧ  | ⷨ  | ⷩ  | ⷪ  | ⷫ  | ⷬ  | ⷭ  | ⷮ  | ⷯ  |
| 2DF0  | ⷰ  | ⷱ  | ⷲ  | ⷳ  | ⷴ  | ⷵ  | ⷶ  | ⷷ  | ⷸ  | ⷹ  | ⷺ  | ⷻ  | ⷼ  | ⷽ  | ⷾ  | ⷿ  |
|       |   |   |   |   |   |   |   |   |   |   |   |   |   |   |   |   |
| A640  | Ꙁ | ꙁ | Ꙃ | ꙃ | Ꙅ | ꙅ | Ꙇ | ꙇ | Ꙉ | ꙉ | Ꙋ | ꙋ | Ꙍ | ꙍ | Ꙏ | ꙏ |
| A650  | Ꙑ | ꙑ | Ꙓ | ꙓ | Ꙕ | ꙕ | Ꙗ | ꙗ | Ꙙ | ꙙ | Ꙛ | ꙛ | Ꙝ | ꙝ | Ꙟ | ꙟ |
| A660  | Ꙡ | ꙡ | Ꙣ | ꙣ | Ꙥ | ꙥ | Ꙧ | ꙧ | Ꙩ | ꙩ | Ꙫ | ꙫ | Ꙭ | ꙭ | ꙮ | ꙯  |
| A670  | ꙰  | ꙱  | ꙲  | ꙳ | ꙴ  | ꙵ  | ꙶ  | ꙷ  | ꙸ  | ꙹ  | ꙺ  | ꙻ  | ꙼  | ꙽  | ꙾ | ꙿ |
| A680  | Ꚁ | ꚁ | Ꚃ | ꚃ | Ꚅ | ꚅ | Ꚇ | ꚇ | Ꚉ | ꚉ | Ꚋ | ꚋ | Ꚍ | ꚍ | Ꚏ | ꚏ |
| A690  | Ꚑ | ꚑ | Ꚓ | ꚓ | Ꚕ | ꚕ | Ꚗ | ꚗ | Ꚙ | ꚙ | Ꚛ | ꚛ | ꚜ | ꚝ | ꚞ  | ꚟ  |
|       |   |   |   |   |   |   |   |   |   |   |   |   |   |   |   |   |
| 1E030 | 𞀰 | 𞀱 | 𞀲 | 𞀳 | 𞀴 | 𞀵 | 𞀶 | 𞀷 | 𞀸 | 𞀹 | 𞀺 | 𞀻 | 𞀼 | 𞀽 | 𞀾 | 𞀿 |
| 1E040 | 𞁀 | 𞁁 | 𞁂 | 𞁃 | 𞁄 | 𞁅 | 𞁆 | 𞁇 | 𞁈 | 𞁉 | 𞁊 | 𞁋 | 𞁌 | 𞁍 | 𞁎 | 𞁏 |
| 1E050 | 𞁐 | 𞁑 | 𞁒 | 𞁓 | 𞁔 | 𞁕 | 𞁖 | 𞁗 | 𞁘 | 𞁙 | 𞁚 | 𞁛 | 𞁜 | 𞁝 | 𞁞 | 𞁟 |
| 1E060 | 𞁠 | 𞁡 | 𞁢 | 𞁣 | 𞁤 | 𞁥 | 𞁦 | 𞁧 | 𞁨 | 𞁩 | 𞁪 | 𞁫 | 𞁬 | 𞁭 |   |   |
| 1E070 |   |   |   |   |   |   |   |   |   |   |   |   |   |   |   |   |
| 1E080 |   |   |   |   |   |   |   |   |   |   |   |   |   |   |   | 𞂏  |

### キーボード
キリル文字を使用する主な言語のWindowsにおけるキーボードの配列は以下の通り。旧ロシア帝国支配下の国々とバルカン半島諸国の言語で配列に大きな違いがある。これはタイプライターが導入された時期からの違いである。

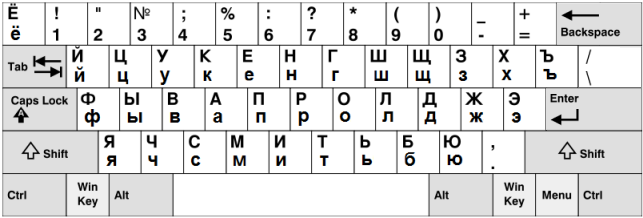
ロシア語

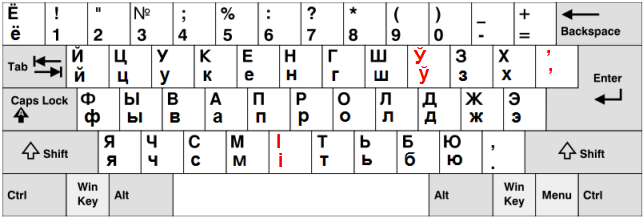
ベラルーシ語

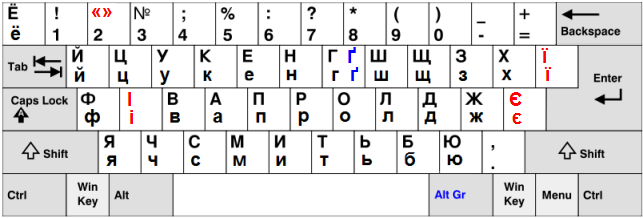
ウクライナ語

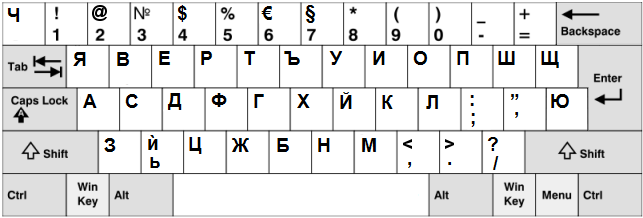
ブルガリア語

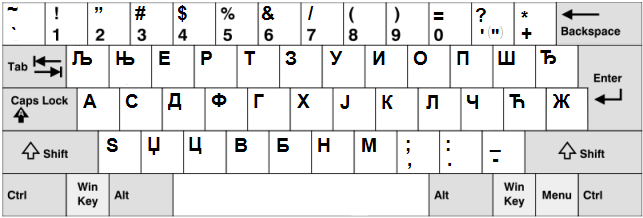
セルビア語

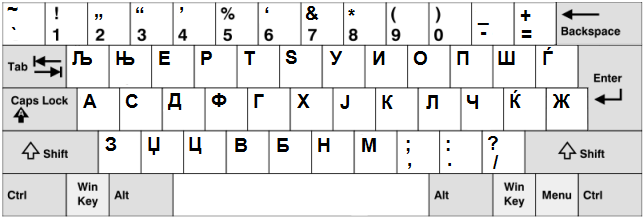
マケドニア語

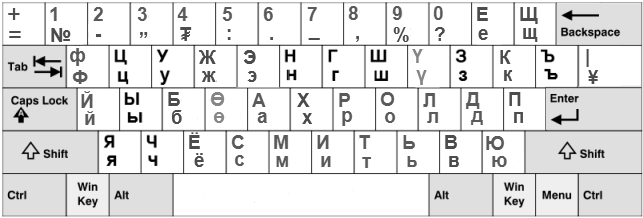
モンゴル語

キルギス語

タジク語

カザフ語